# Smrt a život amerických velkoměst

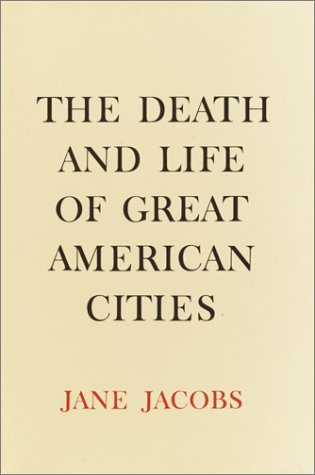

Smrt a život amerických velkoměst (anglicky The Death and Life of Great American Cities) je monografie americké novinářky Jane Jacobsové věnovaná urbanismu velkoměst. Kniha patří do základní literatury přeložené do češtiny o územním plánování a veřejných prostorech.

## Obsah
1. Úvod
Část první – Zvláštní povaha měst
2. Smysl chodníků: bezpečnost
3. Smysl chodníků: kontakty
4. Funkce chodníků: asimilace dětí
5. Funkce městských parků
6. Funkce městských okrsků
Část druhá – Podmínky rozmanitosti velkoměsta
7. Příčiny rozmanitosti
8. Promíšení základních funkcí
9. Potřeba malých bloků
10. Potřeba starých budov
11. Potřeba koncentrace
12. Některé legendy o rozmanitosti
Část třetí – Příčiny úpadku a regenerace
13. Sebezničení rozmanitosti
14. Vakua v hraničních zónách
15. Odstraňování a vytváření slumů
16. Finanční prostředky jednorázové nebo postupné
Část čtvrtá – Taktické možnosti
17. Subvencování bytové výstavby
18. Města a automobily
19. Vizuální řád ve městě: jeho meze a možnosti
20. Zachraňování sídlišť
21. Plánování a řízení městských obvodů
22. Jaký problém je město
Doslov